# Carl F. Raaschou
Carl Frederik Raaschou (født 4. december 1879 i Espe, død 12. januar 1957 i Hillerød) var overretssagfører og venstreborgmester i Hillerød 1946-1950.
Faderen, sognepræst Niels Peter Raaschou (23.08.1823-07.11.1890) var ud af en præsteslægt. Moderen, Fanny Grundtvig (18.03.1841-04.12.1879) døde i barselsseng og efterlod tre døtre og tre sønner i alderen 0-10 år. De fem ældre søskende var født i Bjerring Sogn, Viborg Amt. Som husbestyrerinde tiltrådte en præstedatter fra Vandborg, Ringkøbing Amt, Johanne Marie Jespersen (født 31. januar 1856), som pastor Raaschou giftede sig med 17. august 1883. Hun fungerede som Carl F. Raaschous mor lige fra fødslen af.
Carl F. Raaschou blev 26. november 1925 gift med Ella, f. Ancker-Olsen (født 11. oktober 1891).
Carl F. Raaschou blev student fra Odense Katedralskole i 1898 og cand.jur. 1904. I 1906 nedsatte han sig som sagfører i Hillerød, og i 1909 blev han overretssagfører.
Carl F. Raaschou var medlem af Hillerød byråd for Venstre 1921-1954 og borgmester 1946-1950. Han var revisor i Frederiksborg Amts Spare- og Laanekasse og formand for Hillerød Boligselskab, Frederiksborg Kunstforening, Selskabet Den Nordiske Lejrskoles Venner samt for en række aktieselskaber. Han var næstformand i bestyrelsen for Foreningen Nordens hillerødafdeling og medlem af bestyrelsen for Den Nordsjællandske Lejrskole.